# Fritz Scherer (Anarchist)

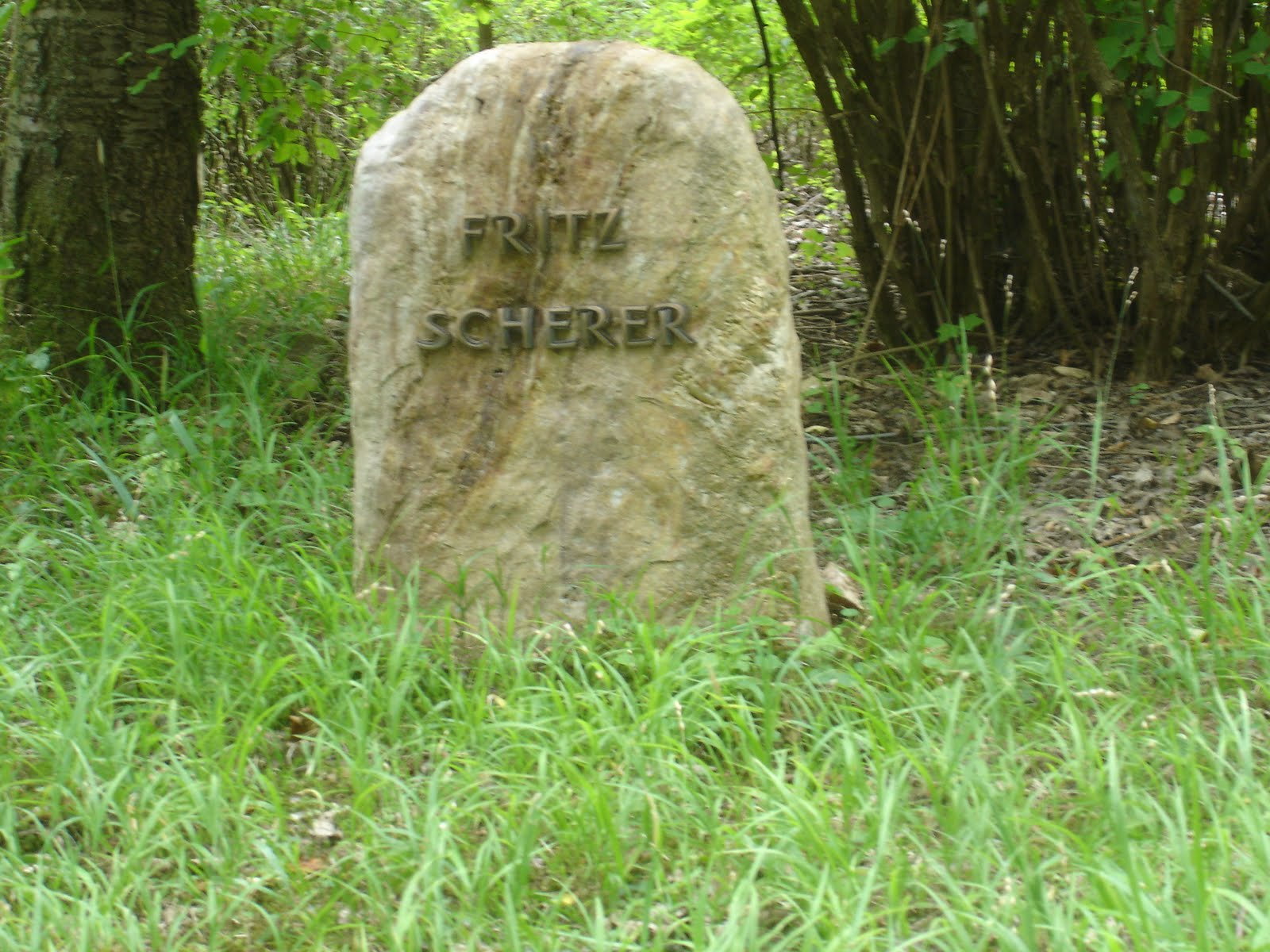
Gedenkstein für Fritz Scherer auf dem Gelände der Bakuninhütte

Fritz Scherer (* 13. Mai 1903 in Berlin; † 18. Juni 1988 ebenda) war ein anarchistischer Wanderarbeiter und Buchbinder.

## Leben
Bereits als Jugendlicher entwickelte er ein gesellschaftskritisches Bewusstsein und beteiligte sich an politischen Aktionen. In den 1920er Jahren war er Mitglied der Anarchistischen Vereinigung Berlin. Eine Ausbildung zum Buchbinder schloss er auf Drängen der Eltern ab, danach zog es ihn immer wieder auf die Landstraße. In der „Freie Arbeiter-Union Deutschlands“ (FAUD) war er Mitglied und kassierte für diese über viele Jahre im Viertel Neukölln die Mitgliedsbeiträge ein, verteilte dabei auch die anarchosyndikalistische Wochenzeitung Der Syndikalist. Alkoholverzicht und Naturverbundenheit waren für ihn selbstverständlich. Bis zu seinem Lebensende war er Mitglied im Alpenverein, jedoch nicht im deutschen, der ihm zu nationalistisch war, sondern in Österreich.

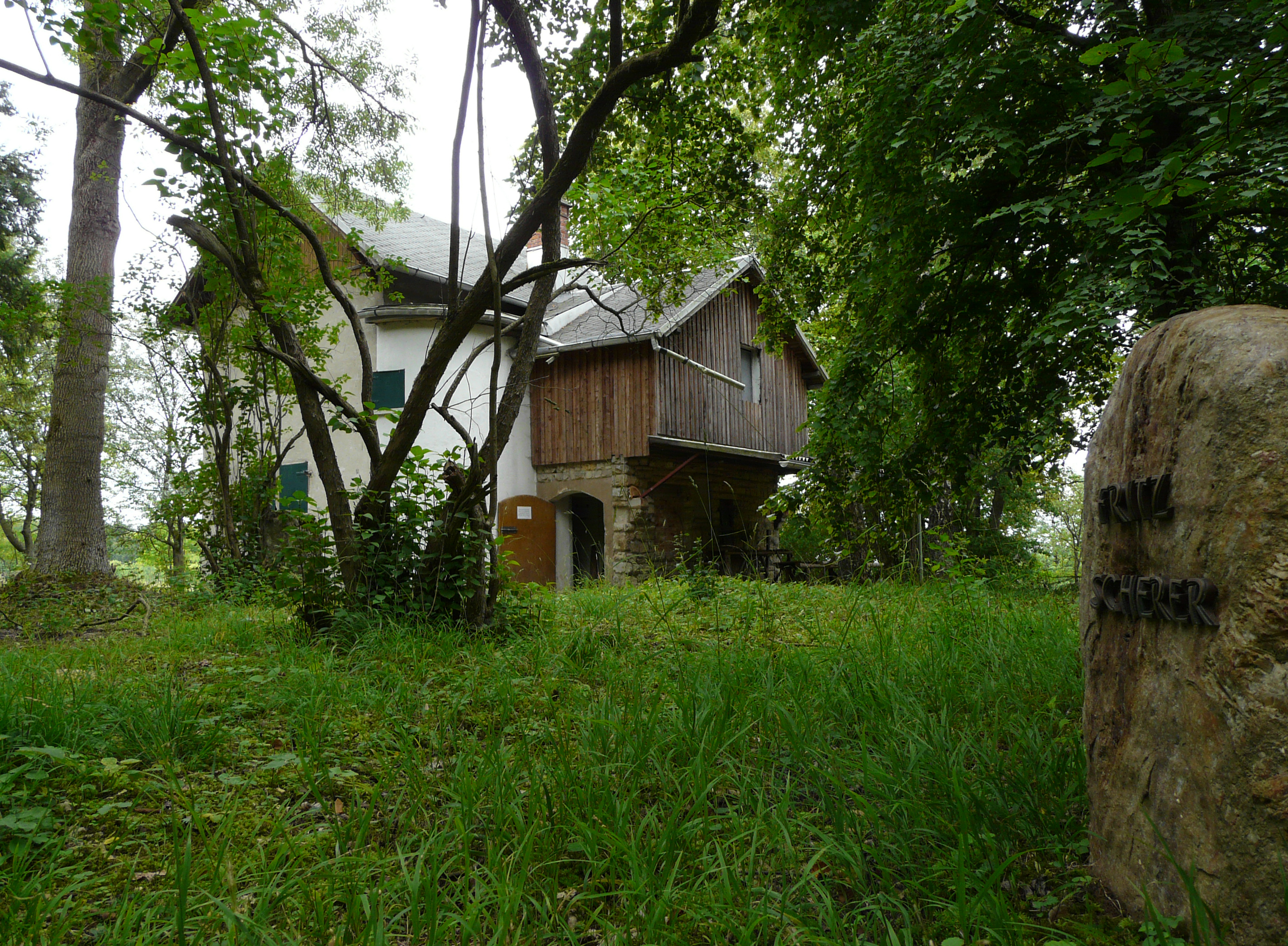
Die Bakuninhütte bei Meiningen, mit dem Fritz Scherer Gedenkstein im Vordergrund.

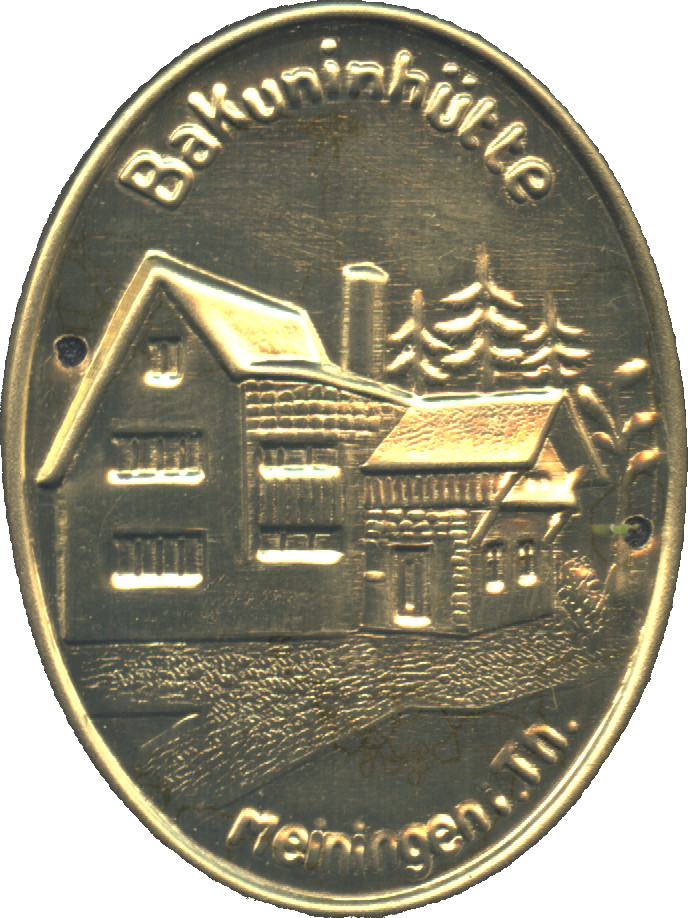
Stocknagel der Bakuninhütte

Als Scherer auf der Wanderschaft nach Thüringen kam, erfuhr er durch Genossen von der Bakuninhütte bei Meiningen. In dieser anarchosyndikalistischen Berghütte übernahm er von November 1930 bis Mai 1931 die Aufgabe des Hüttenwarts. Seine Erfahrungen dort prägten ihn so nachhaltig, dass er in den folgenden Jahrzehnten zum wichtigsten Erinnerer an die Bakuninhütte wurde. Bei jeder Gelegenheit sprach er von seiner Zeit als Hüttenwart und verschenkte gelegentlich auch an gute Freunde einen der Stocknägel der Hütte. Sein Wandertagebuch trägt bis heute zur Erinnerung – nicht nur an die Bakuninhütte – bei. Aus diesem Grund befindet sich seit 2010 ein Gedenkstein für Fritz Scherer auf dem Grundstück der Bakuninhütte.
Anfang der 1930er Jahre wohnte er gemeinsam mit dem Vortragsredner Berthold Cahn in einer Wohnung im Berliner Scheunenviertel. Nach der „Machtergreifung“ der Nationalsozialisten wurden Scherer und Cahn verhaftet, „staatsfeindliche Flugblätter“ waren ihnen zum Verhängnis geworden. Im Gegensatz zum jüdischen Cahn kam Scherer wieder frei und verdingte sich nun wieder bei der Berliner Feuerwehr. Aufgrund seiner antifaschistischen Haltung und Aktionen wurde er mehrfach von der Gestapo verhaftet. Auch seine Gedichte boten hierzu Anlass, so heißt es in einem 1938 verteilten: „Massenmord droht“, „des Krieges Treiber lauern“, sie „umnebeln die Gehirne mit Trompeten und Hurra…“.
Mit Fritz Scherer überlebten den Nationalsozialismus auch einige seiner Gedichte und seine umfangreiche Sammlung anarchistischer Klassiker von Bakunin, Kropotkin, Mühsam, Rocker und anderen. In politisch unverdächtige Einbände gefasst, überstanden sie die politische Zensur und bildeten in späteren Jahren die Grundlage für zahlreiche Neuauflagen in Westdeutschland.
Auch die DDR-Volkspolizei duldete nicht sein unermüdliches Einstehen für eine freiheitliche Welt. In letzter Minute gelang es ihm, durch Genossen gewarnt, sich einer Verhaftung zu entziehen und nach West-Berlin zu flüchten.
Anarchie bedeutete für Scherer: „Gesetz und Freiheit ohne Gewalt, Herrschaftslosigkeit, Selbstbestimmung“ und „das Schönste auf der Welt“. Zudem war er Kritiker von Parlamentarismus und Religion.
Fritz Scherer war verheiratet und Vater von zwei Töchtern.